# コマス・ソラ (小惑星)
コマス・ソラ (1655 Comas Solá) は小惑星帯に位置する小惑星である。
1929年、スペインの天文学者ホセ・コマス・ソラが、バルセロナのファブラ天文台で発見した。

## 名称
この小惑星の発見者である天文学者ホセ・コマス・ソラ（1868年 - 1937年）に因む。コマス・ソラは、1904年に設立されたファブラ天文台の初代台長を務め、長年にわたり小惑星や彗星の観測にあたった。
命名は1980年6月の小惑星回報（MPC 5357）で公表された。同時に、コマス・ソラが発見した小惑星の一つに (1708) Polit が命名されている。
なお、1928年にコマス・ソラが発見した (1102) ペピータには、コマス・ソラのニックネーム（pepito）に因む名前が付けられており、彼に因む名を持つ小惑星が2つあることになる。また、コマス・ソラの名は火星のクレーターにも命名されている。